# Circuito de Navarra
Het Circuito de Navarra is een permanent circuit in de buurt van Los Arcos in de regio Navarra in Noord-Spanje. Het circuit is 3,933 kilometer lang circuit en heeft in oktober 2010 zijn eerste grote evenement met de Superleague Formula. Het circuit is geopend in juni 2010.